# Space Quest IV
Space Quest IV, plným názvem Space Quest IV: Roger Wilco and the Time Rippers je počítačová hra z roku 1991 vytvořená a vydaná americkou společností Sierra On-Line. Stejně jako v případě předchozích tří dílů jde o sci-fi adventuru s prvky humoru a parodie autorské dvojice Scott Murphy a Mark Crowe (známé jako „dva chlápci z Andromedy“) a zároveň o čtvrtý díl série Space Quest. Mark Crowe po vydání hry Sierru opustil a jeho parťák Scott Murphy pak pokračoval v tvorbě pátého dílu sám.

## Popis
Hra byla vyvořená na herním enginu Sierra Creative Interpreter (SCI), šestnáctibarevnou EGA grafiku vystřídala VGA grafika s 256 barvami. V roce 1992 vyšla verze na CD-ROM s namluvenými dialogy.
Textové rozhraní pro interakci s hráčem bylo nahrazeno point-and-click ovládáním s ikonkami pro jednotlivé akce. Jsou jimi oko (rozhlédni se / podívej se), hlava (promluv), jdoucí panáček (jdi), ruka (použij / prohledej), ústa (ochutnej) a nos (očichej). Poslední dvě téměř vždy vyvolají nějakou vtipnou odpověď.

## Příběh
V SQ4 Roger Wilco z planety Xenon podstoupí cestování v čase sérií Space Quest, a to jak do minulosti, tak do budoucnosti. Znovuzrozený šílený vědec Sludge Vohaul ze Space Quest XII: Vohaul's Revenge II pronásleduje Rogera časem ve snaze ho konečně zabít. Wilco také navštíví Space Quest X: Latex Babes of Estros a Space Quest I: The Sarien Encounter. Ve druhém jmenovaném díle ho ohrožuje skupina monochromatických motorkářů, kterým se pranic nelíbí jeho 256 barev.